# 白建宇
白 建宇（백건우、ペク・コヌまたはクン＝ウー・パイク、Kun Woo Paik、1946年5月10日 - ）は韓国出身のピアニスト。パリ在住。本貫は水原白氏。

## 略歴
10歳でグリーグのピアノ協奏曲を韓国国立交響楽団と共演してデビュー。1961年、アメリカに渡りニューヨークのジュリアード音楽院でロジーナ・レヴィーンに師事する。
1967年にはロンドンに渡り、イローナ・カボスに師事する。1976年3月、ソルボンヌ大学に留学中だった女優の尹靜姬と結婚する。
1977年、ユーゴスラビアにて北朝鮮による拉致未遂事件が起こる。

## 受章・受賞歴
- ナウムバーグ国際コンクール優勝
- ブゾーニ国際ピアノコンクール 入選賞[3]
- 湖巌賞芸術部門受賞 2000年
- フランス芸術文化勲章シュヴァリエ 2000年
- 大韓民国銀冠文化勲章 2010年

## 北朝鮮による拉致未遂事件
1976年3月に画家李應魯邸で行われた白の結婚式の媒酌人として李、パク・インギョン夫妻が参列したのをきっかけに夫人同士が親しくなる。
1977年、パク夫人が白夫妻にスイスの富豪家族のための演奏会への参加を要請する。7月29日、パク夫人と白一家（夫妻と生後5ヶ月の娘）がパリを出発しチューリッヒに到着する。富豪の秘書を名乗る女性にスケジュールの変更を告げられ、共産国家であったユーゴスラビアの航空機で富豪が休暇中だというザグレブへ韓国政府の許可を得ずに向かう。
到着先で、白夫妻はスイスの富豪の休暇先とされた場所が東洋人の民家であったことや、応待した者が拙い英語を話したことなどから北朝鮮の陰謀を感じ取り、待たせていたタクシーで米国領事館へ急行し米国永住者であることを明らかにして保護を求め、ホテルで1泊した翌日パリへ脱出した。そのホテルにも工作員が訪れて接触を図っている。
李夫妻に対しては、反共法違反で立件後の12月29日に起訴中止処分と同時に押収金品の国庫帰属決定が下され、1978年1月6日付けで国庫に帰属された。ただし、この措置は通達されず、韓国外交部が知ったのは1978年11月9日である。
1978年1月、出頭要請を逃れ潜伏していた李夫妻が自宅に戻ったのを知った駐仏韓国大使館が再度出頭要請を行うも拒否される。2月6日、大使館が外交部にパク夫人を対象とする「反国家行為者の発生報告」を行う。前年12月31日に「反国家行為者の処罰に関する特別措置法」が制定されていたが、制定前の事件であるため外交部は適用対象ではないと判断した。
その後、李は韓国未入国のまま1989年に死亡。パク夫人は入国が許され2007年5月には大田市に李應魯美術館を開いた。